# 昆西鎮區 (密歇根州霍頓縣)
昆西鎮區（英語：Quincy Township）是位於美國密歇根州霍頓縣的一個行政鎮區。

## 地方資料
昆西鎮區的面積為9.90平方千米，當中陸地面積為9.90平方千米，而水域面積為0.00平方千米。根據2020年美國人口普查的數據，當地共有人口375人，而人口密度為每平方千米37.88人。